# Phanoperla testacea
Phanoperla testacea is een steenvlieg uit de familie borstelsteenvliegen (Perlidae). De wetenschappelijke naam van de soort is voor het eerst geldig gepubliceerd in 1858 door Hagen.